# Sebastián Ligarde
Sebastián Ligarde, pseudônimo de Amedee Gerardo Ligarde Mayaudon (Puebla de Zaragoza, 26 de janeiro de 1954) é um ator mexicano de ascendência francesa e estadunidense. Já atuou em mais de 25 telenovelas e 90 filmes.

## Biografia
De pai estadunidense e mãe mexicana de ascendência francesa, Sebastián começou sua carreira na obra de teatro Los ojos del hombre, em 1974. No cinema, estreou no filme Supervivientes de los Andes, em 1976.
Obteve o papel de Luis na telenovela Marionetas, mas foi demitido da produção antes dela ir ao ar.  Posteriormente, estreou na telenovela Pobre juventud, mas sua consagração chegaria na telenovela Quinceañera (No Brasil: Quinze anos), pelo seu papel como o vilão Memo. Por essa atuação, ganhou o prêmio TVyNovelas como melhor vilão.
A última novela na qual Sebastián participou foi a telenovela Pecados ajenos, interpretando Manuel.
Em 2009, Sebastián anunciou que se aposentaria da atuação porque declarou estar cansado de fazer papeis menores em telenovelas. Também anunciou que se dedicaria à escola de atuação que tinha em Miami. No entanto, Sebastián voltou a atuar em 2014, na minissérie Demente criminal, onde protagonizou junto a já falecida atriz Lorena Rojas. Um ano depois, ele participou do reality Nuestra Belleza Latina, junto com uma das concursantes.

## Vida pessoal
Em 2013, Sebastián declarou publicamente ser homossexual em uma entrevista publicada na revista TVyNovelas, e declarou que estava há mais de vinte anos em uma união estável com outro homem. Ainda segundo Ligarde, ele se animou a fazer esse anúncio como exemplo do cantor porto-riquenho Ricky Martin, que se declarou em 2010. Em 26 de janeiro de 2014, Sebastián se casou com seu parceiro Jorge López Lira no Texas, no dia de seu aniversário de 60 anos.

## Trabalhos

### Televisão
- Luz de luna (2023) .... Adan Cruces Lezama[8]
- Nuestra Belleza Latina (2017) .... Participante
- Demente criminal (2015) .... Raimundo Acosta Sandoval
- Pecados ajenos (2007-2008) .... Manuel
- Acorralada (2007) .... Lic. Borges
- Mi vida eres tú (2006) .... Alan Robinson / George Smith
- Olvidarte jamás (2006) .... Gonzalo Montero
- Amor en custodia (2005-2006).... Enrique
- Tormenta de pasiones (2004-2005) .... Mauricio Miranda
- Belinda (2004).... Adolfo Semprún
- Salomé (2001-2002).... Diego Duval
- Primer amor... a mil por hora (2000-2001).... Antonio Iturriaga Riquelme
- La casa en la playa (2000).... Salvador Villarreal
- Vivo por Elena (1998).... Ernesto de los Monteros
- Tú y yo (1996-1997).... Arturo Álvarez
- María la del barrio (1995-1996).... Lic. Gonzalo Dorantes
- Prisionera de amor (1994).... Gerardo Ávila
- Entre la vida y la muerte (1993).... Lic. Andrés del Valle
- En carne propia (1990-1991).... Abigail Jiménez
- Lo blanco y lo negro (1989).... Andrés de Castro
- Quinceañera (1987-1988).... Guillermo "Memo" López
- Pobre juventud (1986).... Freddy

## Cinema
- Desnudos (2004).... Médico
- Reclusorio III (1999)
- Cuentas claras (1999).... Erick Solana
- El agente Borrego (1999)
- Ambición mortal (1997)
- Tormenta de muerte (1997)
- El rigor de la ley (1996)
- Los cómplices del infierno (1995)
- Esclavos de la pasión (1995)
- Eva secuestrada y Adán... ¡como si nada! (1995).... Adán
- Las nueve caras del miedo (1995)
- La ley del cholo (1995)
- Venganza mortal (1995).... Alejandro
- Deseo criminal (1995)
- Las pasiones del poder (1994).... Alonso Miranda
- Las esclavas del sadismo (1994)
- La perversión (1994)
- Justicia (1994).... Arturo Pérez
- Se equivocó la cigüeña (1993)
- El asesino del Zodíaco (1993).... Arturo
- Obsesión de matar (1993)
- Entre el amor y la muerte (1993)
- Comando terrorista (1992).... Amid
- El tigre de la frontera (1992)
- Por un salvaje amor (1992)
- El sacristán del diablo (1992)
- Cazador de cabezas (1992)
- Supervivencia (1992).... McCoy
- Verano peligroso (1991).... Mario Rosadon
- La tentación (1991)
- La pareja perfecta (1991).... Francisco Oceguera
- Trébol negro (1991)... Jairo
- A golpe de hacha (1991)
- Ritmo, traición y muerte (1991)
- Justicia de nadie (1991)
- Frontera roja (1991)
- El homicida (1990)
- El despiadado (1990)
- Traficantes de niños (1990)
- La secta de la muerte (1990)....
- Atrapados en la coca (1990)....
- Jack el vigilante (1990)....
- La guerra de los bikinis (1990)....
- La ley de las calles (1989)....
- Apuesta contra la muerte (1989).... Mario
- Relajo matrimonial (1988)....
- Misión... matar (1987).... Secretário
- Lamberto Quintero (1987).... Oscar Balderrama Jr.
- On wing of eagles (1986).... Primeiros Socorros
- Alfred Hitchcock presents (1985) (Capítulo: Breakdown).... Tim
- Remo Williams: The adventure begins (1985).... Pvt. Johnson
- Tacos de oro (1985).... Wilfredo Sherman
- Toy Soldiers (1984).... Lt. Calden
- Antonieta (1982).... Esposo de uma estudunidense
- Triumphs of a man called house (1982).... Mullins
- Verano salvaje (1980)....
- Longitud de Guerra (1976)....
- Supervivientes de los Andes (1976).... Felipe

## Prêmios

### TVyNovelas
| Ano  | Categoria              | Telenovela                | Resultado |
| ---- | ---------------------- | ------------------------- | --------- |
| 2002 | Melhor ator antagônico | Salomé                    | Indicado  |
| 1999 | Melhor ator antagônico | Vivo por Elena            | Indicado  |
| 1994 | Melhor ator antagônico | Entre la vida y la muerte | Ganhou    |
| 1988 | Melhor ator antagônico | Quinceañera               | Ganhou    |